# Graville-Sainte-Honorine
Graville-Sainte-Honorine ist eine ehemalige Gemeinde im Département Seine-Maritime in der Nähe von Le Havre. 

## Geschichte
Sie gehörte im 11. Jahrhundert Guillaume Malet, der an der normannischen Eroberung Englands teilnahm. Sein Urenkel trug den Nachnamen Malet, der seinen Nachfahren, den Malet de Graville verblieb. Zur Seigneurie Graville gehörte die Abtei Graville, die der Heiligen Honorine de Graville geweiht ist.
1831 wurde der Weiler Leure in Graville eingemeindet und beides in Graville-Leure umbenannt. Leure hatte 1821 261 Einwohner. 1852 gab Graville den Weiler Leure an Le Havre ab und nannte sich Graville-Sainte-Honorine. Im 19. Jahrhundert wurde eine Werft gegründet. Seit 1919 gehört Graville zur Stadt Le Havre. Der Werftbetrieb wurde eingestellt.

## Einwohnerentwicklung
| Jahr      | 1793  | 1836  | 1841  | 1846    | 1856  | 1881  | 1896  | 1901   | 1906   | 1911   |
| Einwohner | 1.206 | 3.789 | 9.441 | 10. 599 | 1.609 | 4.473 | 9.344 | 12.012 | 13.273 | 16.405 |

Die Einwohnerzahl von Graville stieg von 1793 bis 1846 stark an, fiel danach rapide ab und stieg, bis zum Ende der kommunalen Selbstverwaltung im Jahr 1911, wieder kontinuierlich an.

## Persönlichkeiten
- Robert Mazaud (1906–1946), Automobilrennfahrer
- Auguste Delaune (1908–1943), Sportfunktionär und Angehöriger des kommunistischen Widerstands